# كلوستريديوم محلل للغلايكيريزين
كلوستريديوم غلايكيريزينيليتيكام أو كلوستريديوم محلل للغلايكيريزين هي بكتيريا موجبة غرام لاهوائية إجبارية غير مكونة للأبواغ وعصوية الشكل من جنس كلوستريديوم عزلت من براز بشري في اليابان.